# Filip Matczak
Filip Matczak (ur. 18 września 1993 w Zielonej Górze) – polski koszykarz występujący na pozycji rzucającego obrońcy, olimpijczyk.

## Życiorys
Karierę zawodową rozpoczął w Zastalu Zielona Góra. Do drużyny seniorów dołączył w sezonie 2009/2010, kiedy klub ten grał w I lidze. W 2010 był członkiem polskiej reprezentacji, która na mistrzostwach świata do lat 17 w Hamburgu wywalczyła srebrny medal. W sezonach 2011/2012 i 2012/2013 wystąpił łącznie w 22 meczach zielonogórskiego zespołu w Polskiej Lidze Koszykówki. W trakcie drugiego z tych sezonów został wypożyczony do pierwszoligowej Stali Ostrów Wielkopolski. W 2013 wypożyczony natomiast do występującego w koszykarskiej ekstraklasie Asseco Gdynia, pozostał zawodnikiem tego klubu w kolejnych sezonach.
W marcu 2017 powrócił do Stelmetu Zielona Góra, z którym wywalczył mistrzostwo Polski. W lutym 2019 został wypożyczony do Legii Warszawa, w której grał do końca sezonu. W sierpniu 2019 przeszedł na stałe do tego klubu. W czerwcu 2020 dołączył do PGE Spójni Stargard.
W maju 2021 został zawodnikiem Kinga Szczecin. W marcu 2024 dołączył po raz kolejny w karierze do gdyńskiej drużyny – KGS Arki Gdynia. W październiku 2024 ponownie został zawodnikiem Zastalu Zielona Góra.
Reprezentant Polski w juniorskich kategoriach wiekowych – do lat 16, 17, 18 i 20. W 2016 został powołany do reprezentacji Polski B. W 2024 wziął udział w Letnich Igrzyskach Olimpijskich w Paryżu w turnieju koszykówki 3×3; drużyna zakończyła rundę grupową na szóstym miejscu, przegrywając następnie mecz o awans do półfinału.

## Osiągnięcia
Stan na 16 czerwca 2023, na podstawie, o ile nie zaznaczono inaczej.

### Drużynowe
- Mistrz Polski:
  - 2013, 2017[16], 2023[17]
  - kadetów (2009)[18]
- Brązowy medalista mistrzostw Polski (2012)
- Finalista:
  - Pucharu Polski (2021)[19]
  - Superpucharu Polski (2017)[20]
- Uczestnik rozgrywek Eurocup (2012/2013)

### Indywidualne
- MVP kolejki TBL/EBL (28 – 2015/2016[21], 16 – 2019/2020[22], 12 – 2020/2021[23], 15 – 2022/2023[24])
- Zaliczony do I składu:
  - kolejki EBL (12 – 2020/2021, 27 – 2020/2021, 15 – 2022/2023)[25][26][27]
  - mistrzostw Polski kadetów (2009)
- Lider strzelców mistrzostw Polski U-20 (2011)

### Reprezentacja
- Wicemistrz świata U-17 (2010)
- Mistrz Europy U-20 Dywizji B (2013 – awans do dywizji A)
- Uczestnik mistrzostw Europy:
  - U-16 (2009 – 4. miejsce)
  - U-18 (2011 – 6. miejsce)

## Statystyki
| Sezon     | Drużyna                                   | M  | S5  | MPG  | FG%   | 3P%   | FT%   | RPG | APG | SPG | BPG | PPG  |
| --------- | ----------------------------------------- | -- | --- | ---- | ----- | ----- | ----- | --- | --- | --- | --- | ---- |
| 2009/2010 | Zastal Zielona Góra (I liga)              | 11 |     | 3,3  | 25,0% | 0,0%  | 50,0% | 0,8 | 0,3 | 0,3 | 0,0 | 0,5  |
| 2010/2011 | SMS PZKosz Władysławowo (II liga)         | 26 |     | 31,1 | 44,7% | 30,4% | 72,6% | 3,7 | 2,1 | 1,4 | 0,0 | 17,0 |
| 2011/2012 | Zastal Zielona Góra (PLK)                 | 15 | 0,1 | 8,4  | 32,4% | 0,0%  | 64,3% | 0,6 | 0,7 | 0,1 | 0,0 | 2,2  |
| 2012/2013 | BM SLAM Stal Ostrów Wielkopolski (I liga) | 14 |     | 26,4 | 43,7% | 15,4% | 79,2% | 3,1 | 3,4 | 0,6 | 0,0 | 11,6 |
| 2012/2013 | Stelmet Zielona Góra (PLK)                | 7  | 1   | 3,0  | 0,0%  | 0,0%  | 0,0%  | 0,1 | 0,0 | 0,0 | 0,0 | 0,0  |
| 2013/2014 | Asseco Gdynia (PLK)                       | 36 | 0,1 | 13,9 | 41,1% | 25,0% | 68,2% | 1,4 | 0,6 | 0,7 | 0,0 | 3,7  |
| 2014/2015 | Asseco Gdynia (PLK)                       | 34 | 1,0 | 25,8 | 41,8% | 27,5% | 75,6% | 2,9 | 1,9 | 1,1 | 0,0 | 8,9  |
| 2015/2016 | Asseco Gdynia (PLK)                       | 35 | 1,0 | 30,8 | 38,0% | 29,6% | 79,2% | 3,9 | 2,6 | 1,1 | 0,0 | 12,0 |
| 2016/2017 | Asseco Gdynia (PLK)                       | 23 | 0,9 | 32,3 | 45,8% | 36,6% | 65,1% | 4,3 | 3,2 | 1,4 | 0,1 | 14,7 |
| 2016/2017 | Stelmet BC Zielona Góra (PLK)             | 19 | 0,1 | 11,2 | 43,2% | 33,3% | 65,2% | 1,6 | 1,1 | 0,4 | 0,2 | 3,2  |
| 2017/2018 | Stelmet Enea BC Zielona Góra (PLK)        | 41 | 0,5 | 15,5 | 40,6% | 31,7% | 53,7% | 1,8 | 1,4 | 0,6 | 0,1 | 4,4  |
| 2018/2019 | Stelmet Enea BC Zielona Góra (PLK)        | 14 | 0,1 | 10,9 | 57,1% | 37,5% | 55,6% | 1,1 | 1,1 | 0,8 | 0,0 | 3,7  |
| 2018/2019 | Legia Warszawa (PLK)                      | 18 | 0,3 | 26,3 | 46,1% | 26,1% | 63,8% | 3,6 | 4,2 | 1,2 | 0,1 | 12,7 |
| 2019/2020 | Legia Warszawa (PLK)                      | 19 | 0,8 | 30,0 | 46,6% | 29,0% | 67,1% | 4,0 | 4,4 | 1,7 | 0,0 | 11,9 |
| 2020/2021 | PGE Spójnia Stargard (PLK)                | 22 | 0,7 | 29,0 | 53,8% | 32,8% | 73,4% | 3,5 | 3,3 | 1,9 | 0,0 | 12,6 |
| 2021/2022 | King Szczecin (PLK)                       | 31 | 0,8 | 28,9 | 54,2% | 44,0% | 67,5% | 3,4 | 3,9 | 1,4 | 0,1 | 11,4 |
| 2022/2023 | King Szczecin (PLK)                       | 41 | 0,6 | 22,8 | 48,8% | 24,7% | 76,3% | 2,4 | 2,8 | 1,1 | 0,1 | 8,7  |
| 2023/2024 | King Szczecin (PLK)                       | 17 | 0,1 | 18,0 | 41,7% | 44,2% | 81,5% | 2,3 | 2,4 | 0,4 | 0,1 | 7,0  |
| 2023/2024 | Krajowa Grupa Spożywcza Arka Gdynia (PLK) | 6  | 0,0 | 17,0 | 32,0% | 20%   | 75,0% | 1,2 | 2,3 | 0,8 | 0,0 | 5,2  |
| 2024/2025 | Zastal Zielona Góra                       | 28 | 0,7 | 23,2 | 47,4% | 42,6% | 80,2% | 3,3 | 3,6 | 1,0 | 0,0 | 9,6  |